# Krav Maga Global
Krav Maga Global je federace a jedna z největších organizací sebeobranného systému krav maga, která zastřešuje výuku tohoto systému ve více než čtyřiceti zemích světa, včetně České republiky. Mezi hlavní aktivity federace patří metodická podpora lokálních, popř. policejních či armádních instruktorů v jednotlivých zemích. Děje se tak především prostřednictvím intenzivních kurzů a seminářů, které mají za cíl zvýšit kvalifikaci instruktorů. Hlavním instruktorem a předsedou Krav Maga Global je Ejal Janilov. Českou sekci vede Jakub Otipka.
Za zmínku také stojí, že KMG je jedinou Krav Maga organizací na světě, která je oprávněná izraelským ministerstvem obrany vyučovat systém Krav Maga, oficiální bojový a taktický systém izraelské armády.[zdroj⁠?!]